# José Manuel García Varela
José Manuel García Varela (Galicia; 24 de diciembre de 1944) es un guardia civil español que se desempeñó como el primer director adjunto operativo del cuerpo parapolicial desde la creación del puesto el 13 de septiembre de 2006 hasta su sustitución el 17 de diciembre de 2009 al llegar a la edad reglamentaria de jubilación.

## Biografía
José Manuel García Varela nació el 24 de diciembre de 1944 en Galicia como hijo de un guardia civil.
En 2006 fue creado el puesto de director adjunto operativo (DAO) de la Guardia Civil, siendo nombrado García Varela, entonces general de división de la Guardia Civil, como primer DAO.
La reorganización de los cuerpos policiales permitió nombrar tenientes generales (OF-8) de la Guardia Civil, siendo García Varela uno de los primeros guardia civiles en recibir el citado ascenso.
En diciembre de 2009 se anunció que dejaría el puesto de DAO al cumplir la edad reglamentaria para pasar a la situación de retiro o reserva.

## Distinciones
- Gran Cruz de la Orden del Mérito de la Guardia Civil ( España, 23 de abril de 2024).[5]
- Cruz de Honor de la Orden de San Raimundo de Peñafort ( España, 24 de septiembre de 2013).[6]
- Gran Cruz del Mérito Militar con distintivo blanco ( España, 26 de diciembre de 2003).[7]
- Gran Cruz de la Real y Militar Orden de San Hermenegildo ( España, 22 de febrero de 2002).[8]